# Bandeira do Mandato Britânico da Palestina

Union Jack

Palestine ensign

A Bandeira do Mandato Britânico da Palestina foi usada de 1920 até 1948. 
A bandeira usada durante a existência do mandato era de facto a Union Jack, Bandeira do Reino Unido, mas vários pavilhões foram usados pelos departamentos governamentais e funcionários do governo. 
A única bandeira especificamente Palestina que não se restringia ao uso oficial do governo da Palestina foi a vermelha com a bandeira do Reino Unido no cantão, e um círculo branco ao meio com o nome do mandato dentro dela. Esta bandeira foi usada pelos navios registados no território do Mandato Britânico, durante o período 1927-1948. Esta bandeira tinha um recurso extremamente limitado em terra, e não foi abraçada nem por árabes e nem por judeus do território. Era baseada no British Red Ensign (estandarte civil) em vez do Blue Ensign (usado como base para as bandeiras de quase todos os outros territórios britânicos declarados na África e Ásia), uma vez que se destinava apenas para uso no mar.